# Rea (astronomia)
Rea è il secondo satellite naturale di Saturno e il nono del sistema solare per dimensioni; con un raggio di 764 km si tratta dell'entità del sistema solare più piccola che si trova in equilibrio idrostatico. Fu scoperta il 23 dicembre 1672 dall'astronomo italiano Giovanni Domenico Cassini.

## Storia delle osservazioni

### Scoperta e denominazione
Rea è chiamata come la titanide Rea della mitologia greca. È designata anche Saturno V.
Cassini chiamò le quattro lune da lui scoperte, (Teti, Dione, Rea e Giapeto) Sidera Lodoicea ("le stelle di Luigi"), in onore di re Luigi XIV.

Gli astronomi avevano l'abitudine di riferirsi a loro e a Titano come "Saturno 1" fino a "Saturno 5". Quando nel 1789, furono scoperti Mimante ed Encelado, lo schema di numerazione fu esteso fino a "Saturno 7".
Gli attuali nomi dei primi sette satelliti di Saturno furono proposti da John Herschel (figlio di William Herschel, scopritore di Mimas ed Encelado) nella sua pubblicazione del 1847, dove suggerì i nomi dei Titani e delle Titanidi, i fratelli e le sorelle di Crono (il Saturno greco).

### Missioni spaziali
Rea è rimasta un piccolo punto luminoso all'osservazione dalla Terra prima dell'arrivo delle sonde Voyager 1 e Voyager 2 nel 1980 e 1981. Successivamente negli anni duemila la sonda Cassini effettuò diversi fly-by col satellite saturniano, il primo dei quali avvenne il 26 novembre 2005 alla distanza di 500 km. Negli anni seguenti la Cassini effettuò diversi altri fly-by: ad una distanza di 5.750 km il 30 agosto del 2007, a 100 km il 2 marzo 2010 e a 69 km l'11 gennaio 2011, il più prossimo alla luna. Un ultimo fly-by avvenne il 9 marzo 2013 a una distanza di 992 km.

## Parametri orbitali e rotazione
Rea è il più interno tra i grandi satelliti esterni di Saturno e la sua orbita è compresa tra quelle di Dione e Titano. Il suo semiasse maggiore è di circa 527.000 km ed è in rotazione sincrona con Saturno, ovvero volge sempre lo stesso emisfero al gigante gassoso e di conseguenza il suo periodo di rotazione è uguale a quello di rivoluzione (4,52 giorni).

## Caratteristiche fisiche
Rea è un corpo ghiacciato con una densità di circa 1,24 g/cm³. Questa bassa densità indica che è composta da ~25% di roccia (densità 3,25 g/cm³) e il 75% di ghiaccio d'acqua (densità 0,93 g/cm³). Sebbene Rea sia la nona luna più grande del sistema solare, è solamente la decima per massa, poiché Oberon, il secondo satellite più grande di Urano, ha quasi le stesse dimensioni ma è significativamente più denso di Rea (1,63 contro 1,24 g/cm³) e quindi anche più massiccio.

## Struttura interna

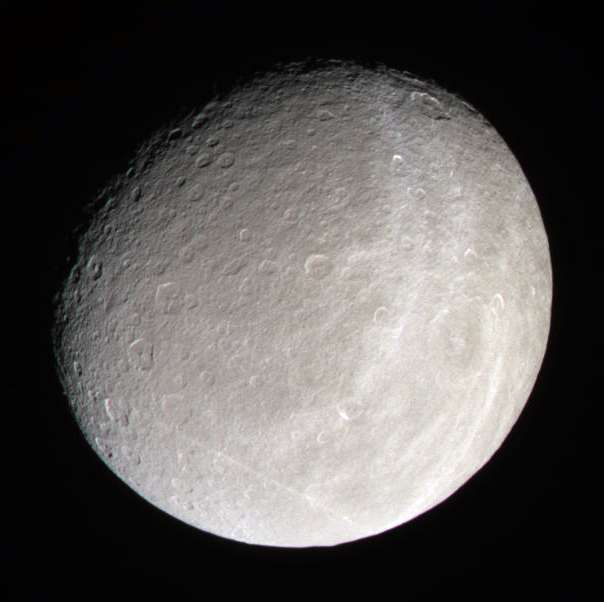
Rea in veri colori.

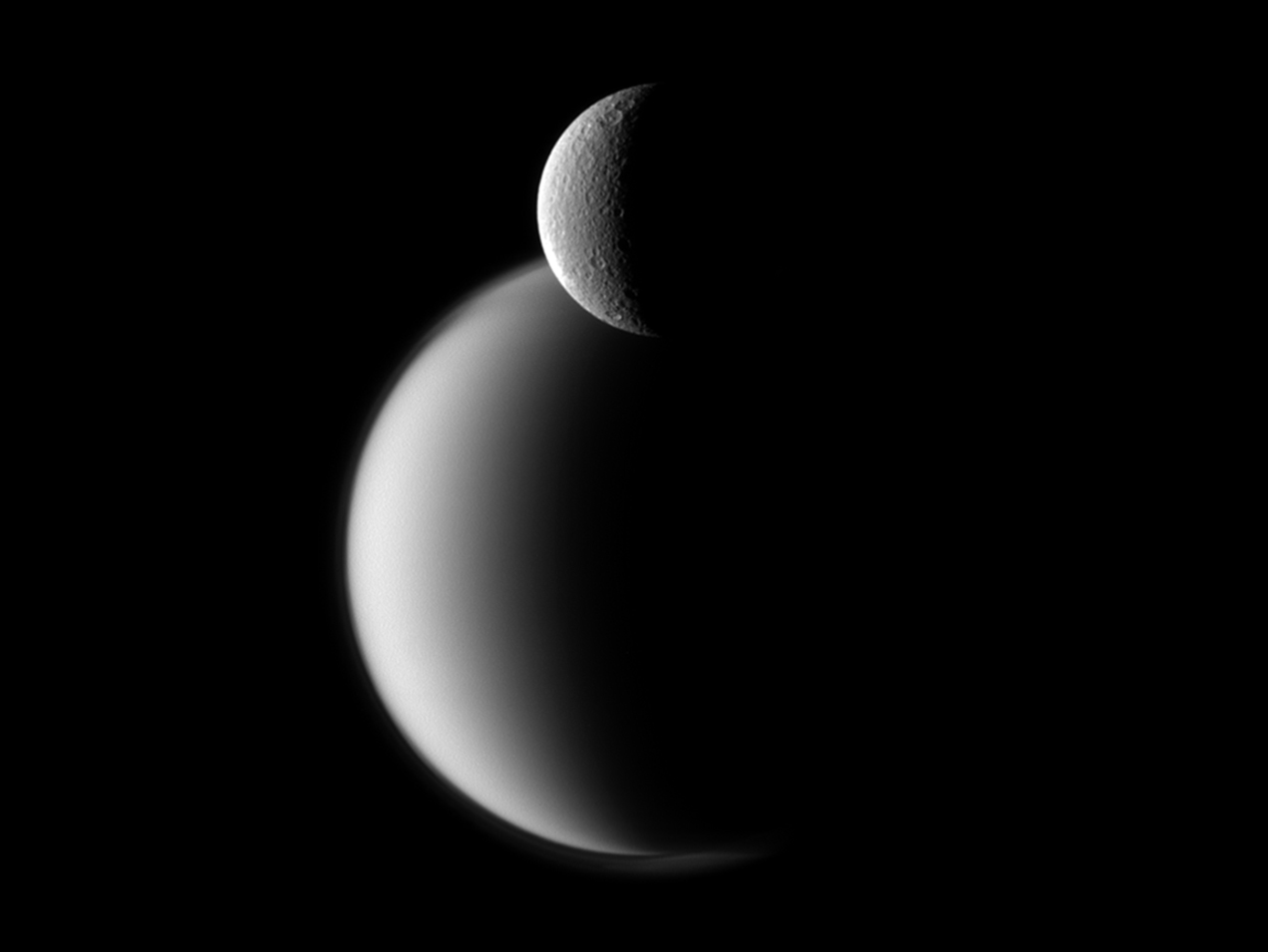
Rea ripreso dalla Cassini nel dicembre 2011. Sullo sfondo, più grande, Titano.

Era stato ipotizzato, prima della Missione della sonda Cassini, che Rea avesse un nucleo roccioso al centro. Tuttavia dopo il primo passaggio ravvicinato della Cassini questa ipotesi fu messa in dubbio e venne sostenuto che l'interno di Rea è omogeneo con una piccola compressione del ghiaccio al suo interno.

## Superficie del pianeta
Le caratteristiche di Rea assomigliano a quelle di Dione, con emisferi anteriore e posteriore dissimili tra loro, suggerendo per le due lune simile composizione e storia, anche se la superficie risulta più craterizzata rispetto a quella di Dione; ciò è dovuto al fatto che Rea, più distante da Saturno, è meno soggetta alle forze mareali subendo un minor riscaldamento interno, che invece su Dione hanno provocato fuoriuscite di acqua liquida dal sottosuolo rimodellando la superficie.
In base alla densità dei crateri, la superficie di Rea può essere divisa in due differenti aree; la prima contiene crateri più grandi di 40 km di diametro mentre la seconda area, nelle regioni polari ed equatoriali, ha crateri al di sotto di 40 km in diametro. Ciò suggerisce un qualche evento di rimodellazione superficiale accaduto durante la sua formazione.
L'emisfero anteriore (cioè l'emisfero che per effetto della rotazione sincrona precede costantemente l'altro lungo l'orbita) è pesantemente craterizzato e uniformemente brillante.
Come su Callisto i crateri non presentano strutture e altorilievi presenti invece sulla Luna e Mercurio.
L'emisfero posteriore presenta una rete di strisce chiare su fondo scuro, e pochi crateri. Queste strisce potrebbero essere materia espulsa da vulcani di ghiaccio quando Rea era ancora liquida sotto la superficie.
L'orbiter della sonda spaziale Cassini ha effettuato un sorvolo di Rea il 25 novembre 2005. Durante questo passaggio i dati ricavati dalla sonda hanno portato gli scienziati ad ipotizzare la presenza di anelli planetari, sebbene non vi sia ancora nessuna prova certa. Nel caso di una verifica fotografica si tratterebbe della prima luna conosciuta in possesso di un sistema di questo tipo. Di conseguenza gli oggetti facenti parte potrebbero considerarsi una sorta di satelliti di satellite, una novità assoluta nel sistema solare.

## Atmosfera
Il 26 novembre 2010, la NASA ha reso noto che la sonda Cassini ha individuato attorno a Rea una tenue atmosfera composta da ossigeno e anidride carbonica. La presenza di ossigeno allo stato gassoso è stata spiegata come conseguenza dell'influenza del campo magnetico di Saturno sulla superficie ghiacciata di Rea, il ghiaccio reagirebbe e rilascerebbe ossigeno gassoso.
La temperatura su Rea è −174 °C con luce solare diretta e tra −200 °C e −220 °C in ombra.

## Possibile sistema di anelli
Il 6 marzo del 2008, la NASA ha annunciato che Rea potrebbe essere circondato da un debole anello; sarebbe il primo anello noto attorno a un satellite. L'esistenza dell'anello è stata dedotta dai cambiamenti osservati nel flusso di elettroni intrappolati dal campo magnetico di Saturno mentre Cassini passava nelle vicinanze di Rea. Detriti e polvere potevano estendersi fino alla sfera di Hill di Rea, ma ci si aspettava che fossero più densi in prossimità del satellite. La presenza dell'anello è stata rafforzata dalla successiva scoperta di un insieme di piccoli punti, visibili nell'ultravioletto, distribuiti lungo l'equatore di Rea e interpretati come siti di impatto di materiale proveniente dall'anello. Tuttavia, quando la Cassini fece specifiche osservazioni lungo il presunto piano dell'anello, non si trovarono prove della sua esistenza. Ciò comporta trovare un'altra spiegazione per le prime osservazioni.